# Stichodactyla
Stichodactyla là một chi hải quỳ nằm trong họ Stichodactylidae. Chi này được lập ra vào năm 1835.

## Các loài
Có 5 loài được ghi nhận trong chi này, bao gồm:
- Stichodactyla gigantea (Forskål, 1775)
- Stichodactyla haddoni (Saville-Kent, 1893)
- Stichodactyla helianthus (Ellis, 1768)
- Stichodactyla mertensii Brandt, 1835
- Stichodactyla tapetum (Hemprich & Ehrenberg, 1834)

## Phạm vi phân bố
Ngoại trừ S. helianthus được tìm thấy ở Tây Đại Tây Dương, cả 4 loài còn lại được ghi nhận trên khắp khu vực Ấn Độ Dương - Thái Bình Dương, bao gồm cả Biển Đỏ. 

## Sinh thái học
Các loài hải quỳ kể trên đều là vật chủ của các loại tảo đơn bào cộng sinh (zooxanthellae) và nhiều loài giáp xác nhỏ. Trừ S. helianthus và S. tapetum, ba loài còn lại đều có mối quan hệ cộng sinh với cá hề và cá thia con Dascyllus trimaculatus.
Bảng dưới đây liệt kê các loài cá hề cộng sinh với từng loài hải quỳ:

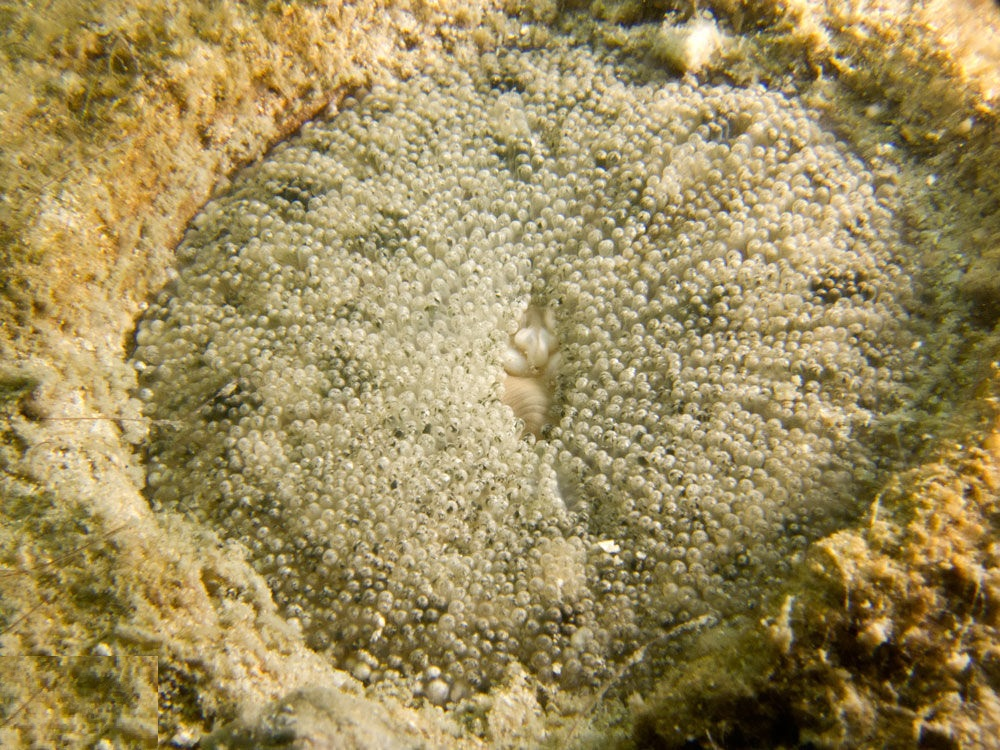
S. tapetum

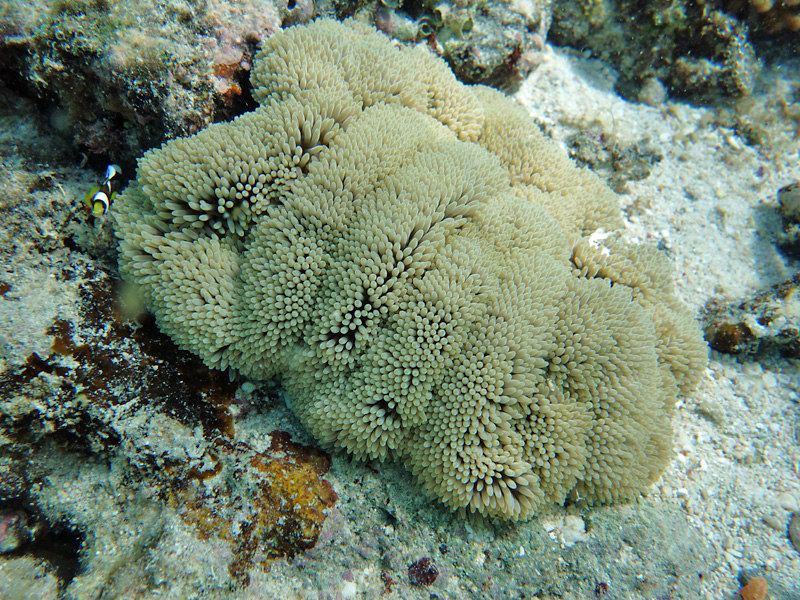
S. gigantea

|                          | S. mertensii | S. haddoni | S. gigantea |
| ------------------------ | ------------ | ---------- | ----------- |
| Amphiprion akallopisos   | x            |            |             |
| Amphiprion akindynos     | x            | x          | x           |
| Amphiprion allardi       | x            |            |             |
| Amphiprion bicinctus     | x            |            | x           |
| Amphiprion chagosensis   | x            |            |             |
| Amphiprion chrysogaster  | x            | x          |             |
| Amphiprion chrysopterus  | x            | x          |             |
| Amphiprion clarkii       | x            | x          | x           |
| Amphiprion fuscocaudatus | x            | x          |             |
| Amphiprion latezonatus   |              |            | x           |
| Amphiprion latifasciatus | x            |            |             |
| Amphiprion ocellaris     | x            |            | x           |
| Amphiprion omanensis     |              | x          |             |
| Amphiprion percula       |              |            | x           |
| Amphiprion perideraion   |              |            | x           |
| Amphiprion polymnus      |              | x          |             |
| Amphiprion rubrocinctus  |              |            | x           |
| Amphiprion sandaracinos  | x            |            |             |
| Amphiprion sebae         |              | x          |             |
| Amphiprion tricinctus    | x            | x          |             |
| "Amphiprion leucokranos" | x            |            |             |

### Biến dị kiểu hình "đen" ở cá hề
S. mertensii có thể gây ra sự chuyển đổi màu sắc đối với 4 loài cá hề, đó là A. chrysogaster, A. chrysopterus, A. clarkii và A. tricinctus. Những loài cá này khi tiếp xúc với hải quỳ S. mertensii sẽ chuyển sang màu đen, trừ các dải sọc vẫn còn giữ lại màu trắng. Còn S. gigantea làm các viền đen xung quanh các dải sọc trắng của A. percula trở nên dày và sẫm màu hơn. Cơ chế gây ra hiện tượng đổi màu này vẫn chưa rõ, cũng như giá trị mà nó đem lại cho cá hề và hải quỳ.

## Độc tố và tác dụng dược học
- Nọc độc của S. gigantea và S. mertensii gây hiện tượng tán huyết trên hồng cầu của người, ngoài ra còn có tác dụng làm giảm đau (được thí nghiệm ở chuột)[3] cũng như đặc tính kháng khuẩn và nấm.[4]
- Chiết xuất từ chất nhầy của S. haddoni có hoạt tính chống đông máu[5] và còn có tác dụng ức chế sự phát triển của tế bào A549 gây ung thư phổi.[6]
- ShK, một peptide được phân lập từ nọc độc của S. helianthus, có tác dụng chặn các kênh kali.[7]
- ShPI-1, một độc tố khác của S. helianthus, hoạt động như một chất ức chế protease.[8]